# Raionul Verhnodniprovsk, Dnipropetrovsk
Verhnodniprovsk (în ucraineană Верхньодніпровський район, transliterat: Verhnodniprovskîi raion) este un raion în regiunea Dnipropetrovsk, Ucraina. Reședința sa este orașul Verhnodniprovsk.

## Demografie
Componența lingvistică a raionului Verhnodniprovsk
     Ucraineană (89,98%)
     Rusă (9,2%)
     Alte limbi (0,55%)
Conform recensământului din 2001, majoritatea populației raionului Verhnodniprovsk era vorbitoare de ucraineană (89,98%), existând în minoritate și vorbitori de rusă (9,2%).